# Kruis voor Militaire Verdienste (Oekraïne)
Het Kruis voor Militaire Verdienste (Oekraïens: Хрест бойових заслуг, Chrest bojovych zasloeh – letterlijk: 'Kruis van verdiensten in de strijd') is een hoge militaire onderscheiding van Oekraïne.
De staatsonderscheiding werd op 5 mei 2022 door de Oekraïense president Volodymyr Zelensky ingesteld om militairen van de Oekraïense strijdkrachten en andere Oekraïense militaire formaties te belonen voor buitengewone persoonlijke moed en dapperheid of een buitengewone heldendaad tijdens een gevechtsmissie onder omstandigheden van levensgevaar en direct contact met de vijand of voor uitmuntend succes bij het leiden van troepen of de strijdkrachten tijdens militaire (gevechts)operaties.
Het kruis kan worden toegekend aan burgers van Oekraïne, buitenlanders en staatlozen en kan ook postuum worden verleend.

## Versierselen
Het kleinood is gemaakt van verguld zilver en heeft de vorm van een recht gelijkarmig kruis, waarvan de uiteinden eindigen in vijfhoeken, bovenop diagonaalsgewijs gekruiste zwaarden met de punten naar boven gericht. De armen van het kruis zijn gefacetteerd. In het midden van het kruis bevindt zich een ruitvormig medaillon bedekt met doorschijnend blauw email, bevattende de afbeelding van het teken van het vorstendom van Volodymyr de Grote.
De afmeting van het kruis is 40 mm. De keerzijde van het kruis is plat, met een gegraveerd nummer.
Het lint, met een breedte van 28 millimeter, is gemaakt van zijden moiré met lengtestrepen: goudkleurig 3 mm breed, blauw 11 mm breed, geel 11 mm breed, blauw 3 mm breed.
Het kruis kent twee gespen om herhalingen van de toekenning aan te duiden, een zilveren gesp voor een tweede toekenning en een gouden voor een derde. Op de baton worden herhalingen aangeduid met een zilveren of gouden vierpuntige gefacetteerde ster. Het kruis kan maximaal driemaal worden toegekend.
In het instellingsbesluit is vastgelegd dat het kruis voor alle andere onderscheidingen wordt gedragen. Als de ontvanger ook de Orde van de Gouden Ster en/of de Orde van de Natie met titel Held van Oekraïne heeft, wordt het Kruis voor Militaire Verdienste daaronder geplaatst.

## Dragers
Op 6 mei 2022 reikte Volodymyr Zelenskyy de eerste Kruizen voor Militaire Verdienste uit. De eerste ontvanger was de opperbevelhebber van de strijdkrachten van Oekraïne, generaal Valerij Zaloezjny, die sinds het begin van de gewapende agressie van Rusland met succes de verdediging van de staat heeft georganiseerd en persoonlijk leiding heeft gegeven aan het verzet van de strijdkrachten tegen de invasie. Hij ontving het kruis voor 'buitengewone persoonlijke verdiensten bij de verdediging van de staatssoevereiniteit en territoriale integriteit van Oekraïne, onbaatzuchtige dienst aan het Oekraïense volk en voor trouw aan de militaire eed'.

## Historische onderscheidingen
Het Kruis voor Militaire Verdienste gaat terug op het Kruis voor Militaire Verdienste van het Oekraïense Opstandelingenleger (OePA), waarvan de hoogste klasse het Gouden Kruis was. In 1967 werd door OePA-veteranenorganisaties als opvolger het Kruis van Verdienste van het Oekraïense Opstandelingenleger ingesteld. Het door president Zelensky kort na de Russische invasie van Oekraïne in 2022 ingestelde kruis kan vanwege de overeenkomsten in zowel het ontwerp als de naam niet los gezien worden van het kruis dat in 1944 werd ingesteld. 

### Kruis voor Militaire Verdienste van het Oekraïense Opstandelingleger (1944)
De onderscheiding werd ingesteld op 27 januari 1944 door het Opperbevel van OePA om opstandelingen te belonen die zich gewapenderhand hebben verzet in een vijandige omgeving.

Ontwerpen voor Kruizen van Verdienste (1950)
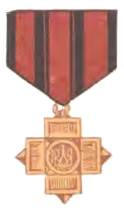
Ontwerp No. 1
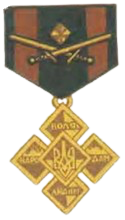
Ontwerp No. 2

De eerste onderscheidingen werden in 1945 toegekend, maar pas in 1950 volgden de eerste ontwerpen voor kleinoden voor de onderscheidngen van OePA van de hand van de Oekraïense kunstenaar en graficus Nil Chasevytsj (1905-1952), die zelf actief betrokken was bij de Oekraïense vrijheidsstrijd. De versierselen werden pas in 1951 geproduceerd. De kruizen zijn tot 1952 toegekend.

Kruis voor Militaire Verdienste OePA
Goud, klasse I
Goud, klasse II
Zilver, klasse I
Zilver, klasse II
Brons

Dit uiteindelijke ontwerp van het Kruis voor Militaire Verdienste van OePA combineert de grondvorm van ontwerp 1 met het ruitvormige medaillon van ontwerp 2, aangevuld met diagonaalsgewijs gekruiste zwaarden met de punten naar onder gericht. Alle linten hebben de kleuren rood en zwart gemeen, de kleuren van OOeN-B en de vlag van OePA. In het kleinood van de staatsonderscheiding die in 2022 is ingesteld, zien we dit ontwerp terug, maar dan met de punten van de zwaarden naar boven gericht.

### Kruis van Verdienste van het Oekraïense Opstandelingenleger (1967)
De Oekraïense vrijheidsstrijd werd hardhandig onderdrukt door de Sovjet-Unie. Na 1949 werd ze door naar het vrije westen uitgeweken voormalige opstandelingen op politieke wijze voortgezet. In 1967 werd tijdens een vergadering van de Amerikaanse OePA-veteranenvereniging ‘Roman Sjoechevytsj – Taras Tsjoeprynyka’, in nauw overleg met zusterverenigingen in Canada, Australië en West-Europa, het Kapittel van het Gouden Kruis van Verdienste van het Oekraïense Opstandelingenleger opgericht. Het kapittel, onder voorzitterschap van Myroslav Klymko, stelde vervolgens het statuut van het kapittel en het huishoudelijk reglement vast, waarna het Gouden Kruis op 1 mei 1967 opnieuw werd ingesteld. De voorgenomen uitreiking viel samen met het 25-jarig jubileum, in het najaar van 1967, van de oprichting van OePA.
Het kleinood van de eerste uitgave, opnieuw naar het ontwerp van Nil Chasevytsj, is uitgevoerd in massief goud en heeft een diameter van 25 millimeter. Het lint, met een breedte van 38 millimeter, is gemaakt van rode en zwarte zijde. Volgens het reglement kan "...het Kruis van Verdienste van het Oekraïense Opstandelingenleger worden uitgereikt aan soldaten, sergeanten en onderofficieren van OePA, leden van de OOeN, leden van zelfverdedigingseenheden, leden van het Oekraïense Rode Kruis, leden van de Bevoorradingsdienst, leden van de Veiligheidsdienst, seinhuiswachters en inlichtingenofficieren en families van hen die in de bovengenoemde formaties zijn gesneuveld en hebben deelgenomen aan de militaire operaties van OePA".

Onderscheiding van Albert Hasenbroekx
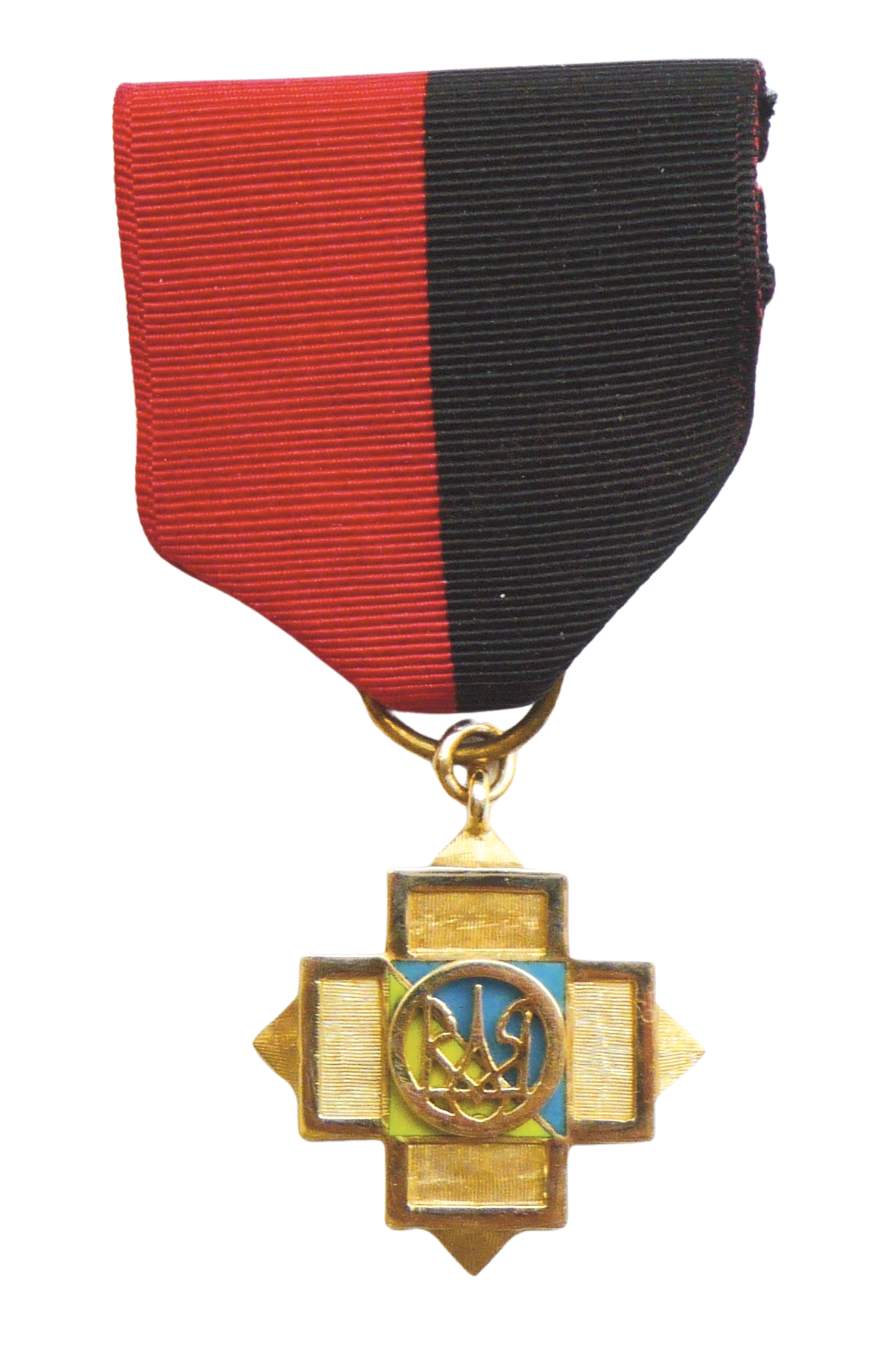
Gouden Kruis OePA

Het kleinood is een variant op ontwerp 1, met op het kruis onder het ronde medaillon een schild geschuind van or en lazuur.
In 1967 werd de Bruggeling Albert Hasenbroekx, die in 1943-1944 omroeper was bij de ondergrondse radiozender van het Oekraïens Opstandelingleger in de Karpaten, onderscheiden met het Gouden Kruis van OePA. In 2010 werd hem als "deelnemer aan de nationale vrijheidsstrijd" postuum de Orde van Verdienste toegekend door president Viktor Joesjtsjenko.
Orden van Oekraïne

Held van Oekraïne (Gouden Ster · van de Natie)

Vrijheid ·
Vorst Jaroslav de Wijze ·
Verdienste ·
Bohdan Chmelnytsky ·
Helden van de Hemelse Honderd ·
Dapperheid ·
Vorstin Olha ·
Daniel van Galicië ·
Dapper Werk in de Mijnen

Oekraïense presidentiële en militaire onderscheidingen

Kruis voor Militaire Verdienste ·
Ivan Mazepa-Kruis ·
Geëerd Beoefenaar van de Kunsten ·
25 jaar onafhankelijkheid ·
Gouden Hart

Ereteken ·
Medaille voor steun aan de Oekraïense strijdkrachten

Zie ook orden, onderscheidingen en medailles van:

Oekraïne (draagvolgorde) · 
Oekraïense Volksrepubliek (Orde van het IJzeren Kruis) · 
 OekSSR (Rode Vlag van de Arbeid)